# Manchester (Vermont)
Pour les articles homonymes, voir Manchester (homonymie).
La ville de Manchester, siège du comté de Bennington, est située dans le Vermont, aux États-Unis. Sa population s’élevait à 4 391 habitants lors du recensement de 2010, estimée à 4 343 habitants en 2015.

## Démographie
| Groupe            | Manchester | Vermont | États-Unis |
| ----------------- | ---------- | ------- | ---------- |
| Blancs            | 96,3       | 95,3    | 72,4       |
| Afro-Américains   | 1,4        | 1,0     | 12,6       |
| Asiatiques        | 1,2        | 1,3     | 4,8        |
| Métis             | 0,8        | 1,7     | 2,9        |
| Autres            | 0,3        | 0,8     | 7,1        |
| Total             | 100        | 100     | 100        |
|                   |            |         |            |
| Latino-Américains | 1,5        | 1,5     | 17,37      |

Selon l'American Community Survey, pour la période 2011-2015, 93,94 % de la population âgée de plus de 5 ans déclare parler l'anglais à la maison, 3,25 % l'espagnol, 1,32 % l'allemand, 1,12 % le français et 0,37 % une autre langue.

## Personnalité liée à la ville
La photographe canadienne Clara Sipprell y est décédée.

## Source
- (en) Cet article est partiellement ou en totalité issu de l’article de Wikipédia en anglais intitulé « Manchester, Vermont » (voir la liste des auteurs).

1. ↑  (en) « Population of Vermont - Census 2010 and 2000 », sur censusviewer.com.
2. ↑  (en) « Profile of General Population and Housing Characteristics: 2010 », sur factfinder.census.gov (consulté le 14 juin 2018).
3. ↑  (en) « Language spoken at home by ability to speak English for the population 5 years and over », sur factfinder.census.gov.